# Gare de Settsu-Tonda
La gare de Settsu-Tonda (摂津富田駅, Settsu-Tonda-eki) est une gare ferroviaire localisée dans la ville de Takatsuki, dans la préfecture d'Osaka. La gare est exploitée par la compagnie JR West.

## Trains
La gare est desservie par les trains locaux. 
Les trains Special Rapid Service et Rapid Service ne s'arrêtent pas à la gare de Settsu-Tonda.

## Disposition des quais
La gare de Settsu-Tonsa dispose de deux quais centraux.
| 1 | ■Ligne JR Kyoto | Passage des trains                |
| 2 | ■Ligne JR Kyoto | pour Shin-Osaka, Osaka, Sannomiya |
| 3 | ■Ligne JR Kyoto | pour Takatsuki et Kyoto           |
| 4 | ■Ligne JR Kyoto | Passage des trains                |

## Gares/Stations adjacentes
| Direction Osaka |  | JR West Ligne JR Kyōto                    |  | Direction Kyoto |
| Pas de service  |  | Special Rapid Service 新快速 Shin-Kaisoku |  | Pas de service  |
| Pas de service  |  | Rapid Service 快速 Kaisoku                |  | Pas de service  |
| JR-Sōjiji       |  | Local 普通 Futsū                          |  | Takatsuki       |